# Suba Avenida Boyacá (estación)
La estación sencilla Suba Avenida Boyacá, hace parte del sistema de transporte masivo de Bogotá llamado TransMilenio inaugurado en el año 2000.

## Ubicación
La estación está ubicada en el noroccidente de la ciudad, más específicamente en la Avenida Suba, en la intersección con la Avenida Boyacá.
Atiende la demanda de los barrios Colina Campestre, Niza Suba, Niza Norte, Ciudad Jardín Norte, Prado Veraniego Norte, Prado Veraniego Sur, Alcalá y sus alrededores.
En las cercanías están el restaurante Hamburguesas del Rodeo Colina Campestre, el eje residencial de la Calle 129 y el Centro Comercial Parque La Colina.

## Origen del nombre
La estación recibe su nombre por encontrarse justo en la Avenida Suba, y en cercanía de la Avenida Boyacá o Carrera 72, la avenida más larga de la ciudad que cubre alrededor de 40 kilómetros de norte a sur de Bogotá.

## Historia
El 29 de abril de 2006 fue inaugurada la troncal de la Avenida Suba, que hace parte de la fase dos del sistema TransMilenio.
Es la primera estación elevada del sistema TransMilenio, ya que se encuentra ubicada en la parte superior del puente vehicular del cruce de las dos mencionadas avenidas, el cual es unos de los puentes vehiculares urbanos más largos del país.
En la parte inferior de la estación, hay una plazoleta donde se encuentra la zona de pago para acceder a la estación, justo debajo del puente. Tomando uno de sus dos ascensores, o mediante escaleras, el usuario accede a la parte superior donde llegan los articulados.

## Servicios de la estación

### Servicios troncales
| Tipo                                                    | Rutas al Norte | Rutas al Sur |
| ------------------------------------------------------- | -------------- | ------------ |
| Ruta fácil                                              | 7              | 7            |
| Expresos todos los días todo el día                     | C25            | L25          |
| Expresos lunes a sábado todo el día                     | C19            | F19          |
| Expresos lunes a viernes hora pico de la mañana y tarde | C30            | G30          |
| Expresos sábados de 5:00 a. m. a 3:00 p. m.             | C30            | G30          |

### Esquema
| ← Norte    |           |         |           |
| Av. Boyacá | C19C25C30 | 7       | Calle 129 |
| Ascensor   | Vagón 2   | Vagón 1 | Ascensor  |
| Av. Boyacá | F19G30L25 | 7       | Calle 129 |
| Sur →      |           |         |           |

### Servicios urbanos
Así mismo funcionan las siguientes rutas urbanas del SITP en los costados externos a la estación, circulando por los carriles de tráfico mixto sobre la Avenida Suba, con posibilidad de trasbordo usando la tarjeta TuLlave:
| Código | Sector                     | Dirección           | Rutas |
| ------ | -------------------------- | ------------------- | ----- |
| 181A02 | C Estación Suba Av. Boyacá | CL 129 - KR 59C Bis | 19-10 |

## Ubicación geográfica
| Noroeste: C Gratamira | Norte: Suba   | Nordeste: Suba                                         |
| Oeste: Suba           |               | Este: B Alcalá - Colegio Santo Tomás Dominicos B Prado |
| Suroeste: Suba        | Sur: D Boyacá | Sureste: C Niza - Calle 127                            |